# Doubí (Karlovy Vary)

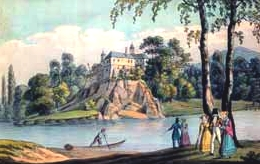
Schloss Aich im 19. Jahrhundert

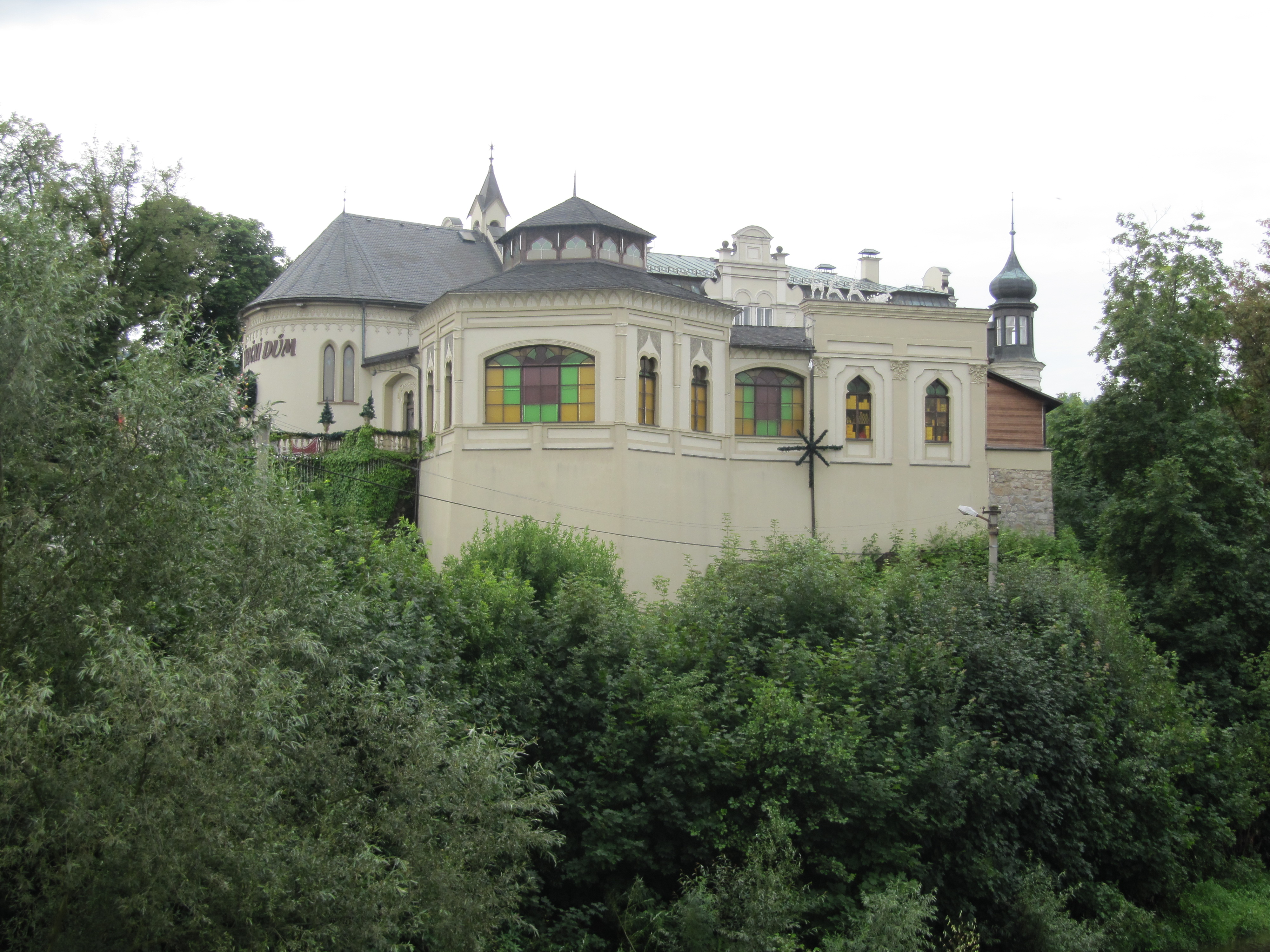
Schloss Aich heute

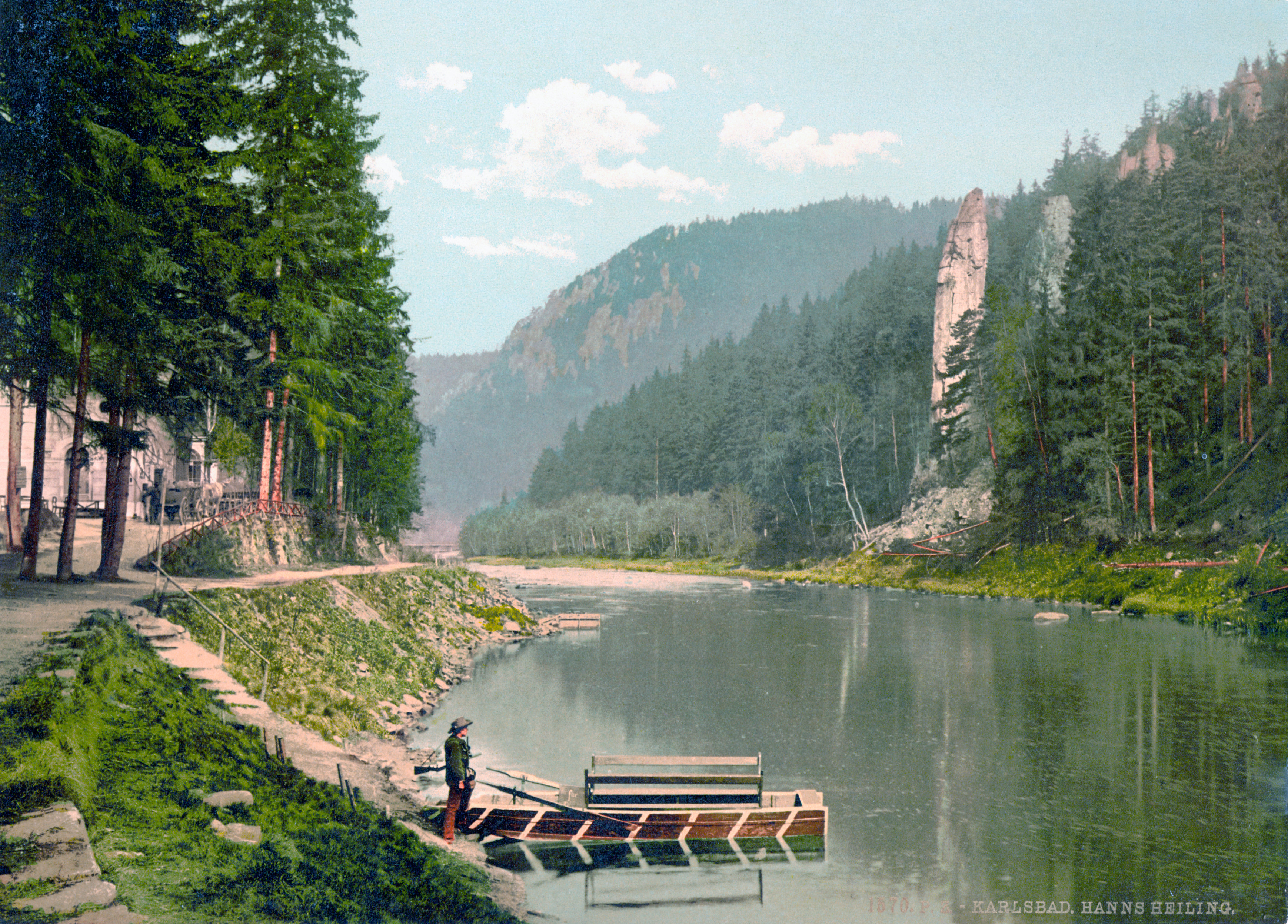
Hans-Heiling-Felsen an der Eger bei Aich (vor 1900)

Doubí (deutsch: Aich) ist ein Ortsteil der Stadt Karlovy Vary (Karlsbad) im Okres Karlovy Vary, Tschechien.

## Geographische Lage
Die Ortschaft liegt im westlichen Böhmen direkt an der Eger, südwestlich von Karlsbad. Die in unmittelbarer Umgebung der mittelalterlichen Burg entstandene Siedlung entwickelte sich im 19. Jahrhundert zu einem Straßendorf. Südöstlich erhebt sich die Doubská hora (609 m) über der Talsperre Březová.

## Geschichte
Der Ort wurde während der Hussitenkriege 1433 erstmals urkundlich erwähnt, als 1433 von Elbogen (Loket) aus die Burg Aich wegen Unbotmäßigkeit des Lehnsträgers mit Gewalt eingenommen wurde. Die 1447 zerstörte und danach wiederaufgebaute Burg war u. a. Sitz von Heinrich Hieserle von Chodau, Caspar Mulz von Waldau, Hans Winkler und Wolf Ernst Winkler von Hainfeldt.  Das Schloss zeigte Befestigungsspuren und war von einer Parkanlage umgeben. Sehr oft wechselten die Besitzer der zum Schloss umgebauten Burg. Für das Gut Aich sind folgende Besitzer belegt: Bis 1662 gehörte es Lotharius von Langenberg. Darauf folgte bis 1693 Heinrich Winkler von Hainfeld, bis 1739 Adam Bernhard Unruher, bis 1756 Josepha Eleonora Maria Anna Mulz von Waldau geb. Gräfin von Metternich, bis 1781 Julius Heinrich Mulz von Waldau. 1795 erhielt es Johann Ritter von Schönau, der es wiederum an Wolfgang Julius Freiherr von Schönau vererbte. Letzterer verkaufte Aich am 1. August 1834 an Wilhelm Wenzel Lorenz. Am 30. Januar 1838 erwarb es Friedrich Ritter von Neupauer. 1847 bestand das Dorf aus 71 Häusern mit 485 Einwohnern, darunter einer jüdischen Familie, gepfarrt nach Zettlitz in der Herrschaft Tüppelsgrün, ein Schloss, eine öffentliche Kapelle zur hl. Dreifaltigkeit, eine Schule mit einem Lehrer, einem Meierhof, ein Brauhaus, ein Brandweinhaus, ein Wirtshaus. Abseits lag ein Jägerhaus und das sogenannte Galtenhöfchen mit einer Schafferwohnung und einer Stallung. Die Kapelle stiftete und dotierte Heinrich Julius Mulz von Waldau. Die Einwohner lebten damals von Landbau und Viehzucht. Gewerbsleute waren 16 Zunftmeister mit zehn Gesellen und fünf Lehrlingen, zudem ein Kramer und ein Hausierer. Das Vermögen des noch nicht regulierten Armeninstitutes betrug Ende 1845 154 Gulden und eine Einnahme von 37 Gulden.
Von der Nähe zu Karlsbad und dessen Aufschwung zum Kurort profitierte auch Aich. Die 1849 erfolgte Gründung einer Porzellanfabrik und die 1898 erfolgte Eröffnung der von der Bahnstrecke Marienbad–Karlsbad erbauten Bahnlinie förderten die Entwicklung des Ortes. Am 29. April 1939 wurde Aich gemeinsam mit Karlsbad, Drahowitz, Espenthor, Fischern, Kohlhau, Meierhöfen, Pirkenhammer und Weheditz in den Stadtkreis Karlsbad integriert. Aich war nach Zettlitz eingemeindet. 
Nach dem Zweiten Weltkrieg und der Vertreibung der deutschböhmischen Bevölkerung wurde die Eingemeindung aufgehoben. 1961 wurde Tašovice zum Ortsteil von Doubí. In den Jahren 1969/1970 entstand in Doubí das erste tschechoslowakische SOS-Kinderdorf. Seit 1974 ist Doubí ein Stadtteil von Karlovy Vary. 1991 hatte der Ort 2049 Einwohner. Im Jahre 2001 bestand das Dorf aus 328 Häusern, in denen 2046 Menschen lebten.

### Demographie
| Jahr | Einwohner | Anmerkungen |
| ---- | --------- | ----------- |
| 1857 | 0657      | [ 3 ]       |
| 1869 | 0916      | [ 3 ]       |
| 1900 | 1911      | [ 4 ]       |

## Sehenswürdigkeiten
Gegenüber von Aich befindet sich der als Ausflugsziel beliebte Hans-Heiling-Felsen an der Eger.

## Söhne und Töchter von Doubí
- Rudolf Schreiber (1897–1984), deutscher Agrarwissenschaftler und Hochschullehrer
- Anna Schimon-Regan (1841–1902), Sängerin und Gesangslehrerin